# 도미니카 연방 올림픽 위원회
도미니카 연방 올림픽 위원회(영어: Dominica Olympic Committee)는 도미니카 연방의 국가 올림픽 위원회이다. IOC 코드는 DMA이다. 본부는 로조에 있으며 범아메리카 스포츠 기구에 소속되어 있다.
1987년에 설립되었으며 1993년에 국제 올림픽 위원회의 승인을 받았다. 올림픽, 팬아메리칸 게임, 중앙아메리카·카리브해 경기 대회, 코먼웰스 게임을 비롯한 국제 스포츠 대회에 참가하는 도미니카 연방의 선수들을 대표한다.